# 高橋滋春
高橋 滋春（たかはし しげはる）は、日本の男性アニメーション演出家、アニメーション監督。

## 来歴・人物
主にマジックバスやオー・エル・エム制作作品への参加が多い。
2003年発売のOVA『ふたりのジョー』で初監督を務める。

## 作品リスト

### テレビアニメ
1994年
- 超くせになりそう（制作担当）

1996年
- スレイヤーズNEXT（絵コンテ・演出）
- きこちゃんすまいる（1996年 - 1997年、絵コンテ・演出）

1997年
- スレイヤーズTRY（絵コンテ・演出）
- 新・天地無用!（絵コンテ・演出）

1998年
- Weiß kreuz（絵コンテ・演出）
- サイレントメビウス（絵コンテ・演出）
- LET'S ぬぷぬぷっ（演出）
- 花さか天使テンテンくん（1998年 - 1999年、絵コンテ・演出）
- 突撃!パッパラ隊（1998年 - 1999年、絵コンテ・演出）

1999年
- ぶぶチャチャ（絵コンテ・演出）
- 週刊ストーリーランド（1999年 - 2001年、絵コンテ・演出）

2000年
- とっとこハム太郎（2000年 - 2001年、絵コンテ・演出）

2001年
- ゴーゴー五つ子ら・ん・ど（2001年 - 2002年、絵コンテ・演出）
- オフサイド（演出）

2002年
- 魔王ダンテ（絵コンテ・演出）
- 藍より青し（絵コンテ・演出）
- 七人のナナ（絵コンテ・演出）

2003年
- まぶらほ（演出）
- ASTRO BOY 鉄腕アトム（演出）
- マーメイドメロディー ぴちぴちピッチ（2003年 - 2004年、絵コンテ・演出）
- 探偵学園Q（演出）

2004年
- ソニックX（演出）
- マーメイドメロディー ぴちぴちピッチ ピュア（絵コンテ・演出）
- 愛してるぜベイベ★★（絵コンテ）

2005年
- だめっこどうぶつ（絵コンテ・演出）
- ピーチガール（絵コンテ・演出）
- 雪の女王（演出）
- プレイボール（シリーズ演出・演出・OPコンテ・OP演出・ED演出）
- 絶対少年（絵コンテ・演出）

2006年
- プレイボール2nd（シリーズ演出・絵コンテ・演出・OPコンテ・OP演出・ED演出）
- きらりん☆レボリューション（OP演出・ED演出）
- エア・ギア（演出）
- NIGHT HEAD GENESIS（絵コンテ）
- 銀河鉄道物語 〜永遠への分岐点〜（絵コンテ・演出）
- タクティカルロア（絵コンテ）
- 銀色のオリンシス（絵コンテ・演出）

2007年
- ラブ★コン（演出）
- NARUTO -ナルト- 疾風伝（2007年 - 2011年、絵コンテ・演出）
- トランスフォーマー アニメイテッド（2007年 - 2009年、演出）
- ご愁傷さま二ノ宮くん（絵コンテ）

2008年
- はたらキッズ マイハム組（絵コンテ）
- 秘密 〜The Revelation〜（演出）

2011年
- ダンボール戦機（2011年 - 2012年、絵コンテ・演出・OP演出）
- 爆丸バトルブローラーズ ガンダリアンインベーダーズ（絵コンテ）

2012年
- ダンボール戦機W（2012年 - 2013年、監督補佐・OP絵コンテ・OP演出）

2013年
- ダンボール戦機WARS（絵コンテ・演出・OP演出）

2014年
- 妖怪ウォッチ（2014年 - 2016年、絵コンテ・演出）

2015年
- フューチャーカード バディファイト100（絵コンテ）

2016年
- カードファイト!! ヴァンガードG NEXT（2016年 - 2017年、演出）

2017年
- スナックワールド（絵コンテ）

2018年
- 妖怪ウォッチ シャドウサイド（演出・ED絵コンテ・ED演出）

2019年
- 妖怪ウォッチ!（ED絵コンテ・ED演出）
- カードファイト!! ヴァンガード（絵コンテ）

2020年
- 妖怪学園Y 〜Nとの遭遇〜（絵コンテ）
- トミカ絆合体 アースグランナー（絵コンテ）

2021年
- メガトン級ムサシ（監督・絵コンテ・ED絵コンテ）

2022年
- メガトン級ムサシ（第2期、2022年 - 2023年、監督・絵コンテ）

2023年
- BEYBLADE X（2023年 - 2024年、絵コンテ）

2024年
- ダンジョンの中のひと（絵コンテ）

2025年
- 宇宙人ムームー（絵コンテ・演出）

### 劇場アニメ
2012年
- 劇場版イナズマイレブンGO vs ダンボール戦機W（絵コンテ）

2014年
- 映画 妖怪ウォッチ 誕生の秘密だニャン!（監督・絵コンテ・演出）※ 監督はウシロシンジとの共同

2015年
- 映画 妖怪ウォッチ エンマ大王と5つの物語だニャン!（監督・絵コンテ）※ 監督はウシロシンジとの共同

2016年
- 映画 妖怪ウォッチ 空飛ぶクジラとダブル世界の大冒険だニャン!（絵コンテ・演出）

2017年
- 映画 妖怪ウォッチ シャドウサイド 鬼王の復活（絵コンテ・演出）

2018年
- 映画 妖怪ウォッチ FOREVER FRIENDS（監督・絵コンテ・演出）

2019年
- 映画 妖怪学園Y 猫はHEROになれるか（監督・絵コンテ）

### OVA
1998年
- 聖少女艦隊バージンフリート（絵コンテ・演出）
- 銀河英雄伝説外伝（演出）
- 刻の大地 〜花の王国の魔女〜（演出）

1999年
- 銀河英雄伝説外伝（第2期、1999年 - 2000年、絵コンテ・演出）

2003年
- ふたりのジョー（監督・シリーズ構成・脚本・演出）

2007年
- 名探偵コナン 阿笠からの挑戦状! 阿笠vsコナン&少年探偵団（絵コンテ・演出）